# Камін «Вольга Святославич і Микула Селянинович» (Врубель)
Камін «Вольга Святославич і Микула Селянинович» — майолікова картина для каміна, створена за проектом художника Михайла Врубеля, котра отримала золоту медаль на Всесвітній виставці в Парижі 1900 року.

## Передумови створення
Життєвий шлях Михайла Врубеля ряснів невдалими спробами вибороти визнання і повагу сучасників і нечастими випадками дійсного визнання за життя. Саме так сталося із великою за розмірами майоліковою картиною «Вольга Святославич і Микула Селянинович», котра і отримала Золоту медаль на Всесвітній виставці в Парижі 1900 року.
Але передували цьому праця в Києві, де створено перші ескізи картини «Богатир», переїзд художника в Москву, знайомство із меценатом Савою Мамонтовим та праця в садибі Абрамцево.

## Київський період Михайла Врубеля
Зі спогадів сина архітектора А. В. Прахова відомо, що Михайло Врубель в роки перебування в Києві створив акварельний ескіз свого «Богатиря». Це одне з перших свідчень про звернення художника до давньоруського епоса. Далі ескіза не пішло, бо митць розривався між нерозділеним коханням до дружини Прахова, творчим горінням і необхідністю виправити власний скрутний матеріальний стан. Напередодні зими Михайло не мав навіть теплого одягу. Перебування в Києві закінчилося створенням вівтарних картин (Врубель творив Христа, Богородицю, Святих Кирила та Афанасія) і нових фресок в Кирилівській церкві 12 століття (на порожніх місцях ), картиною «Дівчинка на тлі перського килима», болісним розривом з родиною Прахових.

## Врубель, Ваулін і гончарна майстерня в Абрамцево
Керамічна майстерня в садибі Абрамцево створена в 1890 році. Оперним співом, театром та керамічними виробами захоплювався володар садиби — Мамонтов Сава Іванович (1841–1918). Керувати керамічною майстернею Мамонтов запросив Петра Вауліна (1870–1943). Двадцятирічний Ваулін щойно закінчив Сільськогосподарську технічну школу в Красноуфимську і ще не мав і не міг мати широкого визнання. Він працюватиме у Мамонтова тринадцять років і покине того лише 1903 року.
Родина Мамонтових мешкає в садибі лише влітку, але запрошує до себе гостей, переважно з московського художньо-артистичного світу. Серед відвідувачів садиби — художники, діячі театру, скульптори, архітектори аматори і архітектори-фахівці.
Творче горіння, смілива атмосфера змагання, притаманна володарям Абрамцева, захопила і їх гостей, серед яких були — Валентин Сєров, Віктор Васнецов, Полєнов Василь Дмитрович, Рєпін Ілля Юхимович, Костянтин Коровін, Гартман Віктор Олександрович. В садибі активно збирали народні зразки меблів, кераміки, вишивки, килимарства і ткацтва. Це логічно потягло за собою вивчення дерев'яної різьби, ткацтва, технологій створення майоліки та меблів. А згодом і до розробки сюжетів з російської історії, старовинних оповідей.
1899 року до розробки історичних сюжетів наново повернувся і Врубель. Саме 1899 року була створена картина художника «Богатир» олійними фарбами, де усміхнений велетень сидить на велетенському ж коні, побаченому Врубелем на кінному подвір'ї вантажників. До створення майолікових виробів Врубель звернувся в роки перебування в Абрамцево. Низку легендарних Лелів, Берендеїв, Купав та Садко і продовжила майолікова картина «Вольга Святославич і Микула Селянинович» в рельєфній рамі, що призначалася для окраси каміна. 

## Історія побутування

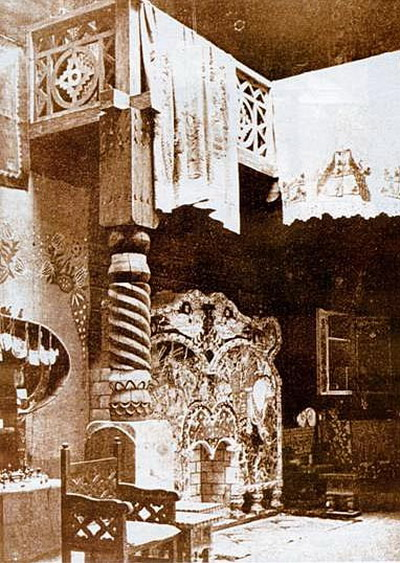
Російський павільйон з каміном за ескізом Врубеля, фото 1900 р.

Є відомості, що перші два каміни створив сам Михайло Врубель. Один із них і був представлений на Всесвітній виставці в Парижі 1900 року, де отримав золоту медаль. Про успіх художника сповістили тогочасні газети. Зразок каміна, що отримав Золоту медаль, був проданий ще 1900 року. Першому варіанту не дуже пощастило. Його розібрали на сто тридцять шматочків (130) і передали на збереження в Державний Російський музей, де сховали в запасники. Відвідувачі музею могли бачити його майже в повному обсязі лише на виставці 2006 року.
Справу важко хворого художника продовжив Петро Ваулін. Він і відтворив уславлений камін ще тричі, використавши ескіз художника. Один такий камін 1906 року придбав багатий купець Філадельф Бажанов, аби прикрасити власний будинок-палац на вулиці Миколаївській в Петербурзі. Він збережений на первісному місці, бо в підрадянський період будинок передали під Центральну міську дитячу бібліотеку історії і культури.
Два інші зразки передали в Музей «Коломенське» та в Третьяковську галерею (обидва в Москві).